# Дзюя
Дзюя (на китайски: 車牙; на пинин: Jūyá) е шанюй на хунну, управлявал в периода 12 – 8 година пр.н.е.

## Живот
Той е син на шанюя Хухансие и наследява трона след смъртта на своя брат Соусие. Дзюя продължава тяхната политика и през целия си живот управлява като васал на империята Хан.
Дзюя умира през 8 година пр.н.е. и е наследен от своя брат Уджулю.